# William Guy Carr
William James Guy Carr, conhecido por Comandante Carr (Formby, 2 de junho de 1895 – Lago Ontário, 2 de outubro de 1959) foi um oficial naval canadense e escritor de teorias da conspiração antimaçônicas. Apesar de suas experiências de guerra naval é mais lembrado atualmente como um teórico da conspiração. Carr escreve a partir de uma perspectiva cristã. Também foi o autor de livros famosos sobre a guerra submarina inglesa, bem como um palestrante popular.
Carr escreveu sobre uma vasta conspiração, que ele alegou ter descoberto. Ele foi descrito como "a fonte mais influente na criação da demonologia Illuminati estadunidense", de acordo com o folclorista americano Bill Ellis.

## Principais observações

### Três guerras mundiais
Uma das contribuições mais duradouras de Carr para as teorias da conspiração modernas foi sua discussão sobre um suposto plano para três guerras mundiais, frequentemente referido como 3GM, que ele acreditava ter sido desenvolvido por um general confederado e estudioso maçônico, Albert Pike.
Em Pawns in the Game (Peões no Jogo), Carr afirmou que a Primeira Guerra Mundial havia sido travada para permitir que os Illuminati derrubassem os poderes do czar russo e transformassem a Rússia na fortaleza do comunismo ateísta. As diferenças provocadas pelos agentes dos Illuminati entre os impérios Britânico e Alemão foram usadas para fomentar a guerra. Após o fim da guerra, o comunismo foi fortalecido para destruir outros governos e enfraquecer as religiões.
Posteriormente, ele afirmou que a Segunda Guerra Mundial havia sido fomentada usando as diferenças entre o fascismo e o sionismo político e travada para que o nazismo fosse destruído, o poder do sionismo político aumentado, e o estado soberano de Israel pudesse então ser estabelecido na Palestina. Durante a guerra, o comunismo internacional foi fortalecido até que sua força se igualasse à da cristandade unida. Então, foi contido e mantido sob controle até ser necessário para o cataclismo social final.
Avançando para o futuro, Carr afirmou que um relatório chegou até ele através do Serviço de Inteligência Canadense sobre um suposto discurso em 1952 do Rabino Emanuel Rabinovich no qual foi revelado que os Poderes Secretos desejavam precipitar a Terceira Guerra Mundial dentro de cinco anos. Pequenas nações se aliariam com a Rússia ou os Estados Unidos, com Israel permanecendo neutro. Rabinovich foi citado dizendo que não haveria mais raça branca e não haveria mais religiões. Próximo ao final do livro, Carr afirma que "pessoas que desejam permanecer livres podem seguir apenas um plano de ação. Eles devem apoiar o cristianismo contra todas as formas de ateísmo e secularismo."
Surgiu confusão quanto à fonte precisa do cenário das três guerras mundiais de Carr. Como é o caso com muitas de suas afirmações, Carr não forneceu uma fonte para esse cenário, mas ele menciona uma carta escrita por Pike e endereçada ao líder revolucionário italiano Giuseppe Mazzini, que delineava um plano para liberar "Niilistas e Ateus" após o fim da Terceira Guerra Mundial. A confusão aumentou quando Michael Haupt lançou seu site threeworldwars.com, que erroneamente assumiu que Carr também atribuiu o cenário da Terceira Guerra Mundial à carta de Pike. Na verdade, a autenticidade dessa carta é disputada.
Carr afirmou que soube sobre a carta através do antimaçom, Cardeal José María Caro Rodríguez de Santiago, Chile, o autor de The Mystery of Freemasonry Unveiled (Hawthorne, Califórnia, Christian Book Club of America, 1971). No entanto, o livro posterior de Carr, Satan, Prince of This World (Satanás, Príncipe deste Mundo) (escrito em 1959), incluiu a seguinte nota de rodapé: "O Guardião de manuscritos informou recentemente ao autor que esta carta NÃO está catalogada na biblioteca do Museu Britânico. Parece estranho que um homem do conhecimento do Cardeal Rodriguez deveria ter dito que ESTAVA em 1925." Mais recentemente, o Museu Britânico confirmou por escrito ao pesquisador Michael Haupt que tal documento nunca esteve em sua posse. Pierre-André Taguieff afirma que Carr deu um relato final e sintético da "lenda", que liga os Illuminati, Mazzini e Pike em uma conspiração satânica para a dominação mundial.

### Conspiração da Sinagoga de Satanás
Os livros de Carr frequentemente discutem uma conspiração luciferiana pelo que ele chamou de "Movimento Revolucionário Mundial", mas ele posteriormente atribuiu a conspiração mais especificamente à "Sinagoga de Satanás". O termo não era uma referência ao judaísmo, Carr escreveu: "Desejo deixar claro e enfaticamente conhecido que não acredito que a Sinagoga de Satanás (S.O.S.) seja judaica, mas, como Cristo nos disse por um propósito definido, ela é composta [sic] de 'Conheço a blasfêmia dos que se dizem judeus e não o são, mas são a sinagoga de Satanás.' (Ap. 2:9 e 3:9)"
A citação é retirada de Satan, Prince of this World (Satanás, Príncipe deste Mundo), o livro em que Carr estava trabalhando no momento de sua morte e que foi editado por seu filho mais velho, W.J. Carr, Jr., e apresentado como o "último manuscrito [do autor] expondo a Conspiração Luciferiana, Satanismo, sociedades secretas e a Sinagoga de Satanás como forças motrizes por trás do Movimento Revolucionário Mundial." O filho de Carr também mencionou que não publicou algumas partes do manuscrito porque muitas referências estavam faltando.
Uma das coisas mais interessantes a notar sobre as conspirações luciferianas de Carr é que ele acreditava que elas já estavam em ação durante o tempo de Cristo. Como Taguieff aponta, há um esquema trans-histórico na ideia de conspiração mundial de Carr. Nesse tipo de filosofia da história antecipando um "Governo Mundial" final, os Illuminati são parte de uma força histórica satânica que contribui para a conspiração original maligna. De acordo com esse ponto de vista, Carr acreditava que existem conspiradores "nascidos naturalmente", o que nada mais é para Taguieff do que mito e paranoia que foi inventado a partir de uma visão de mundo delirante.
Foi de fato um aspecto original das teorias de Carr, já que a maioria dos teóricos da conspiração geralmente começam sua "genealogia" com a era moderna, especialmente a Revolução Francesa. Como um tradicionalista cristão, Carr acreditava que a conspiração mundial é baseada em uma forma de pensar maniqueísta, uma visão que é comum a muitos teóricos da conspiração antimaçônicos e anticomunistas desde Nesta Webster.

## Influência
A fonte do plano para três guerras mundiais tornou-se um tópico de discussão entre investigadores de teorias conspiratórias marginais, sendo citada em livros conspiratórios fundamentais como Fourth Reich of the Rich (1976) de Des Griffin, que publicou a quarta edição de Pawns in the Game e uma fita cassete de um dos discursos de Carr em Chicago em sua própria editora, Emissary Publications (Colton, Oregon).
Carr também inspirou Dan Smoot (The Invisible Government, 1962), Gary Allen (The Rockefeller File, 1976), Phoebe Courtney (Beware Metro and Regional Government, 1973), Richard T. Osborne (The Great International Conspiracy, 1974; e mais recentemente The Coming of World War III, 2006), Myron C. Fagan (Documento em Áudio (LP): The Illuminati and The Council on Foreign Relations, gravado em 1967-1968, editado por um grupo que se autodenomina Sons of Liberty. Fagan delineia os planos da elite mundial Illuminati de conspiração global para a Nova Ordem Mundial e dominação mundial), David Icke (The Biggest Secret, 1999), Jan van Helsing, e o membro franco-canadense do Partido do Crédito Social do Canadá Serge Monast (1945–1996), que fingiu ser discípulo de Carr. Todos esses teóricos conspiratórios argumentam pela influência contínua dos Illuminati como Carr sugeriu em suas duas principais obras.
Os trabalhos de Carr e sua influência entre investigadores de teorias conspiratórias foram estudados pelo historiador americano Daniel Pipes (1997) e pelo folclorista Bill Ellis (2000). O filósofo e historiador francês Pierre-André Taguieff foi pago para escrever La Foire aux illuminés: Ésotérisme, théorie du complot, extrémisme (2005) (A feira dos Illuminati: esoterismo, teoria conspiratória, extremismo) onde faz uma análise de Pawns in the Game. Ele afirma que Carr pertence a uma tradição de investigadores conspiratórios que remonta até Augustin Barruel e é representada pelos Protocolos dos Sábios de Sião, frequentemente citados no trabalho de Carr, no século XX. Taguieff também estudou as teorias de Carr em L'imaginaire du complot mondial: Aspects d'un mythe moderne (O imaginário da conspiração mundial: aspectos de um mito moderno), 2006.
Desde 1998, os livros mais famosos de Carr (Pawns in the Game, The Conspiracy to Destroy All Existing Governments and Religions, e Satan, Prince of this World) foram traduzidos para o francês.
Seu editor francês, Jacques Delacroix, também é um investigador de teorias conspiratórias que se considera um dos sucessores de Carr.

## Publicadas

### Livros
- By Guess and By God: The Story of the British Submarines in the War. Prefácio do almirante S.S. Hall. Garden City, N.Y.: Doubleday, Doran & Company, Inc. (1930); Londres: Hutchinson & Co. (1930).
  - À la grace de Dieu! Les sous-marins anglais dans la guerre mondiale (em francês). Traduzido por P. Reymond. Paris: Payot (1931).
- Hell's Angels of the Deep. Londres: Hutchinson & Co. (1932); Toronto: S.B. Gundy and Oxford University Press (1933).
- High and Dry: The Post-War Experiences of the Author of "By Guess and By God". Londres: Hutchinson (1938).
- Brass Hats and Bell-Bottomed Trousers: Unforgettable and Splendid Feats of the Harwich Patrol ("By Guess and by God II"). Londres: Hutchinson & Co. (1939).
- Good Hunting ("By Guess and by God III"). Londres: Hutchinson & Co. (1940).
- Out of the Mists: Great Deeds of the Navy in the Last War and Her Role Today. Londres e Nova York: Hutchinson & Co. (1942).
- Checkmate in the North: The Axis Planned to Invade America. Toronto: The Macmillan Company of Canada Limited (1944). Army Museum Collection.
- One World in the Making: The United Nations. Boston: Ginn (1946).
- The Devil's Poison or "The Truth About Fluorine. Willowdale (Ontario): National Federation of Christian Laymen (NFCL) Publications Committee (1956).
- The Red Fog Over America. Willowdale (Ontario): National Federation of Christian Laymen (NFCL) Publications Committee (1955, 1957); Hollywood: Angriff Press (1956, 1957); Glendale, Calif.: St. George Press (1962 e 1968); The Britons (1962); Pinesdale, Mont.: Poor Richard’s Press (Out. 1973) [5a. ed.]; Legion for the Survival of Freedom Inc. (1978); TAB Books (1997).
- Pawns in the Game. Willowdale (Ontario): Gadsby-Leek Co. (1955); Willowdale (Ontario): National Federation of Christian Laymen (NFCL) Publications Committee  inclui 4 páginas sobre a Federação Nacional de Leigos Cristãos; Hollywood: Angriff Press (1958); Los Angeles: St. George Press (1958); Los Angeles: Leigos Cristãos (1958); Palmdale, Califórnia: Omni Publications/Christian Book Clum (década de 1960); Glendale, Califórnia: St. George Press (1962, 1967); Clackamas, OR: Emissary Publications (nd), reimpressão de 1958 ed.; Clube do Livro Omni / Christian (1993); Chato, OR: Editora de livros CPA (2005); O Poder do Dinheiro: Império da Cidade e Peões no Jogo. Imprensa Progressiva (2012). ISBN 1615771212.
  - traduções (em francês): Des Pions sur l'échiquier. Éditions Delacroix (1999) [parte de]; Cadillac (France), Éditions Saint-Rémi (2002). Tradução árabe por Abdus-Samad Sharafuddin, Jeddah, OKAZ (1976).
- The International Conspiracy: The National Federation of Christian Laymen and What We Stand For, inclui os "objetivos e objetivos" da Federação Nacional de Leigos Cristãos e um formulário de solicitação de adesão. Com carta impressa dos Federalistas Mundiais do Canadá, Toronto, Federação Nacional de Leigos Cristãos (NFCL), [1956].
- Present Personal Income and Corporation Taxes Unconstitutional, Willowdale (Ontario), National Federation of Christian Laymen, [1956].
- The Conspiracy to Destroy all Existing Governments and Religions. Metairie, LA: Sons of Liberty (1960? escrito em 1958).
  - Tradução (em francês): La Conspiration mondiale dont le but est de détruire tous les gouvernements et religions en place, Châteauneuf (France), Éditions Delacroix, [1998]. Refers to: John Robison : Proofs of a Conspiracy Against All the Religions and Governments of Europe Carried on in the Secret Meetings of Freemasons, Illuminati and Reading Societies (1798).
- Satan, Prince of this World. Palmdale, Califórnia: Omni Publications (1966); 1997 [pós. 1ª ed.; escrito em 1959]; (em francês) tradução: Satanás, príncipe de ce monde. Cadillac (França): Ed. Saint-Rémi (2005).
- British Submarines in World War I. Allborough Publishing (1992).

### Gravações de áudio
- Pawns in the Game lecture (1958). Fita.

"Gravação de 100 minutos de um discurso proferido pelo Comandante William Guy Carr em Chicago pouco antes de sua morte em 1959. O Comandante Carr, o famoso autor de Red Fog Over America & Pawns In The Game, dá uma visão política e filosófica abrangente da conspiração dos Illuminati-Banqueiros Internacionais para minar todas as nações e criar um governo mundial"